# أنوشكا
أنوشكا (9 مارس 1960 -) ، مغنية وممثلة مصرية.

## حياتها
اسمها الحقيقي (قرتانوس جاربيس سليم)، ولدت في حي مصر الجديدة في مدينة القاهرة لأب مصري من أصول أرمينية وأم أرمينية . التحقت بمدارس كالوسديان الأرمينية حتى الثانوية العامة، ثم التحقت بالجامعة الأمريكية قسم سكرتارية وإدارة أعمال. عملت كموظفة بشركة استثمار أجنبية، ثم في شركة طارق نور للإعلانات كمغنية إعلانات.
بدأت مشوارها الغنائي عندما شاركت في مسابقة نظمتها منظمة «الفيدوف» العالمية وتقدمت بأغنية فرنسية وفازت بالمركز الأول، وبدأت في الاشتراك في المهرجانات العالمية للغناء، وفي عامي 1987 و1988 اشتركت في مهرجانات فنلندية وتشيكوسلوفاكية وبلغارية وتركية وفي أمريكا اللاتينية. اختارها المخرج صلاح أبو سيف للإشتراك في فيلم (السيد كاف) عام 1994، ثم توالت أعمالها التمثيلية، والتي من أبرزها (الطاووس مع الفنان الكبير صلاح ذو الفقار، قانون المراغي، سرايا عابدين، السيدة الأولى)، كما أصدرت ألبومات (حبيتك، ناداني، تيجي نغني، أبين زين، كداب).

## أعمالها

### الألبومات
- حبيتك 1988، شركة روتانا
- نادانى 1989، شركة روتانا
- تيجى نغنى 1990، شركة روتانا
- أبين زين، 1992، شركة الخيول
- كداب 1994، شركة عرب ناس
- نفسي أكون 2001، ميوزيك ماستر

### المسلسلات
- 2025 - وتقابل حبيب
- 2023 - الأجهر
- 2022 - الحلم
- 2022 - راجعين يا هوى
- 2021 - نجيب زاهي زركش
- 2020 - طاقة حب
- 2017 - حلاوة الدنيا
- 2016 - جراند أوتيل
- 2016 - سقوط حر
- 2016 - مملكة يوسف المغربي
- 2015 - إستيفا
- 2015 - سرايا عابدين ج 2
- 2014 - السيدة الأولى
- 2014 - سرايا عابدين ج1
- 2012 - فرقة ناجي عطا الله
- 2009 - قانون المراغي
- 2005 - المرسى والبحار
- 2000 - أوبريت القدس ح ترجع لنا
- 1991 - الطاووس

### أفلام
- 2023 - وش في وش
- 2016 - المحاضرة الأخيرة
- 2015 - هز وسط البلد (ضيفة شرف)
- 2008 - كل البنات بتحب الشوكولاتة
- 1995 - من أطلق هذه الرصاصة
- 1994 - السيد كاف

### مسرحيات
- 1984 - مليونير بالعافية
- 2010 - أولاد الغضب والحب
- 2009 - باب التوفيق

## وصلات خارجية
- أنوشكا على موقع IMDb (الإنجليزية)
- أنوشكا على موقع الدهليز
- أنوشكا على موقع قاعدة بيانات الأفلام العربية